# 천바오성

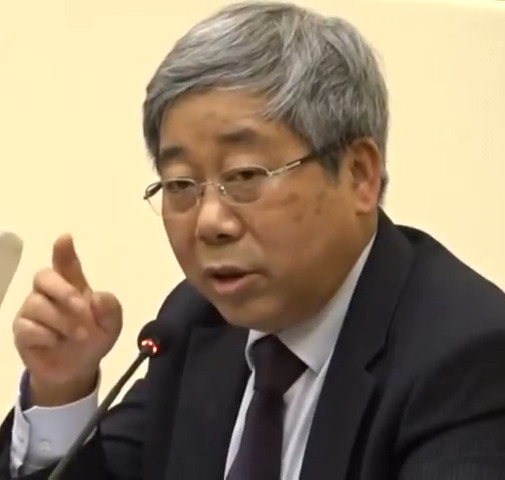

천바오성(중국어: 陈宝生, 1956년 5월 ~ )은 중화인민공화국의 정치인으로 간쑤성 란저우시 출신이다. 현재 중화인민공화국 교육부장을 역임하고 있다. 베이징 대학 경제학과 정치경제학과를 졸업하고 중국 공산당 중앙당교 정치학과를 졸업했다. 1984년 11월에 중국 공산당에 입당했다.

## 이력
- 1974년 5월 ~ 1975년 12월 간쑤성 란저우시 위중현(甘肃省兰州市榆中县) 샤오캉잉(小康英) 인민공사 지식청년이었다.
- 1975년 12월 ~ 1978년 9월 간쑤성 란저우시 위중현(甘肃省兰州市榆中县) 우편전신국 기선원(轮船员).
- 1978년 9월 ~ 1982년 8월 베이징대학교 경제학과에서 정치경체학을 공부했다.
- 1982년 8월 ~ 1983년 11월 간쑤성(甘肃省) 상업청 조기처(早期处) 간사였다.
- 1983년 11월 ~ 1985년 1월 간쑤성(甘肃省) 상업청 정책 연구소 부주였다.
- 1986년 9월 ~ 1988년 11월 중국 공산당 간쑤성(甘肃省) 위원회 경제부 조사연구처 처장, 간쑤성(甘肃省) 인민정부 사무실 정책연구실 부주였다.
- 1988년 11월 ~ 1989년 8월 간쑤성(甘肃省) 인민정부 경제기술사회발전연구센터 정책연구실 주임이었다.
- 1989년 8월 ~ 1991년 6월 간쑤썽(甘肃省) 인민정부 경제기술사회발전연구센터 부지급 정책연구원이었다.
- 1991년 6월 ~ 1994년 4월 간쑤성(甘肃省) 인민 정부발전연구센터 부주였다.
- 1994년 4월 ~ 1996년 11월 간쑤성(甘肃省) 인민정부발전연구센터(연구실)주임이었다.
- 1996년 11월 ~ 1999년 1월 간쑤성(甘肃省) 인민정부 부비서장, 행정 부서 당원, 성 정부발전연구센터(연구실) 주임이었다.
- 1999년 1월 ~ 2002년 4월 중국 공산당 간쑤성(甘肃省) 주취안 지역위원회 서기였다.
- 2002년 4월 ~ 2003년 12월 중국 공산당 간쑤성(甘肃省) 위원회 상임위원, 성 위원회 선전부 부장이었다.
- 2003년 12월 ~ 2004년 11월 중국 공산당 간쑤성(甘肃省) 위원회 상임위원, 성 위원회 선전부 부장 겸 성 사회과학연합회 주석이었다.
- 2004년 11월 ~2005년 3월 란저우시(兰州市) 위원회 서기 겸 사회과학연합회 주석이었다.
- 2005년 3월 ~ 2005년 시 인민대표 상임위원회 주임 겸 성사회과학 연합회 주석이었다.
  - ~ 2008년 6월까지 중국 공산당 간쑤성(甘肃省) 위원회 상임위원, 란저우시(兰州市) 위원회 서기였다.
- 2008년 6월 ~ 2013년 3월 중앙 중국 공산당 간부학교 부총장이었다.
- 2013년 3월 국가행정학교 당 위원회 서기와 부원장, 중국 공산당 제 17회 중앙후보위원,제 18회 중앙위원, 중국 공산당 제 17대, 18대 대표, 중국공산당 간쑤성(甘肃省) 제 18회 성 위원회 위원이었다.
- 2013년 3월 20일에는 국가행정학원 당서기·부원장으로 자리를 옮겼다
- 2016년 7월 교육부장, 당 비서를 지냈다.
  - 2018년 3월 교육부장으로 연임되었지만 찬성 2908표로 가장 낮았고, 반대 47표, 기권 14표로 모두 가장 높았다.